# Heldenberg
Heldenberg è un comune austriaco di 1 247 abitanti nel distretto di Hollabrunn, in Bassa Austria. È stato istituito nel 1971 con la fusione dei comuni soppressi di Glaubendorf, Großwetzdorf e Kleinwetzdorf; nel 1972 ha inglobato il comune soppresso di Thern, a sua volta istituito nel 1967 con la fusione dei comuni soppressi di Oberthern e Unterthern.